# Mont Blanc (Lune)
Pour les articles homonymes, voir Mont Blanc (homonymie).

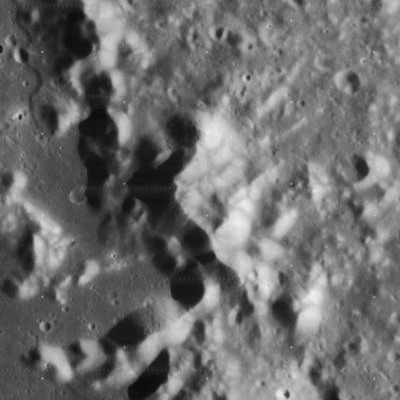
Mont Blanc

Le mont Blanc est le plus haut sommet de la chaîne montagneuse Montes Alpes, située sur la Lune, culminant à 3 617 mètres de hauteur.
En coordonnées sélénographiques, le sommet se situe à 45,0° Nord de latitude et 1,0° Est de longitude, pour un diamètre de 25 kilomètres,. 
Il fut nommé en référence au sommet terrestre du mont Blanc, plus haut sommet de la chaîne de montagnes des Alpes sur Terre. Le nom fut officiellement adopté par l'Union astronomique internationale (UAI) en 1935
,.